# Longhurst-Plateau
Das Longhurst-Plateau ist eine verschneite Hochebene in der antarktischen Ross Dependency. Das 32 km lange und bis zu 16 km breite Plateau liegt 2200 m hoch in den Cook Mountains unmittelbar westlich des Mount Longhurst und wird südlich vom oberen Abschnitt des Darwin-Gletschers sowie östlich vom McCleary-Gletscher begrenzt.
Teilnehmer der Mannschaft zur Erkundung des Darwin-Gletschers bei der Commonwealth Trans-Antarctic Expedition (1955–1958) überquerte das Plateau zwischen 1957 und 1958. Sie benannten es nach dem gleichnamigen Berg. Dessen Namensgeber ist Cyril Longhurst (1878–1948), Sekretär der britischen Discovery-Expedition (1901–1904).